# Sylvia Ripley
Sylvia Ripley (* um 1930) ist eine englische Badmintonspielerin. 

## Karriere
Sylvia Ripley siegte in Karriere unter anderem bei den Jersey Open, den Middlesex Championships, den Hampshire Championships, den Berkshire Championships, den Sussex Championships, den West Sussex Championships, den West Hants Championships, den Kent Championships und den Somerset Championships. Als Seniorin gewann sie mehrfach die All England Seniors’ Championships.

## Sportliche Erfolge
| Saison | Veranstaltung           | Disziplin   | Platz | Name                            |
| ------ | ----------------------- | ----------- | ----- | ------------------------------- |
| 1958   | Middlesex Championships | Damendoppel | 1     | Sylvia Ripley / Esmé Andrews    |
| 1958   | Hampshire Championships | Damendoppel | 1     | Sylvia Ripley / G. G. Guntrip   |
| 1964   | All England Seniors     | Damendoppel | 1     | Margaret Bayley / Sylvia Ripley |
| 1965   | All England Seniors     | Damendoppel | 1     | Margaret Bayley / Sylvia Ripley |
| 1966   | All England Seniors     | Damendoppel | 1     | Margaret Bayley / Sylvia Ripley |
| 1967   | All England Seniors     | Damendoppel | 1     | Margaret Bayley / Sylvia Ripley |
| 1968   | All England Seniors     | Damendoppel | 1     | Margaret Bayley / Sylvia Ripley |
| 1969   | All England Seniors     | Damendoppel | 1     | Margaret Bayley / Sylvia Ripley |
| 1970   | All England Seniors     | Damendoppel | 1     | Margaret Bayley / Sylvia Ripley |
| 1971   | All England Seniors     | Damendoppel | 1     | Margaret Bayley / Sylvia Ripley |
| 1972   | All England Seniors     | Damendoppel | 1     | Margaret Bayley / Sylvia Ripley |
| 1973   | All England Seniors     | Damendoppel | 1     | Margaret Bayley / Sylvia Ripley |
| 1974   | All England Seniors     | Damendoppel | 1     | Margaret Bayley / Sylvia Ripley |